# Ariogala

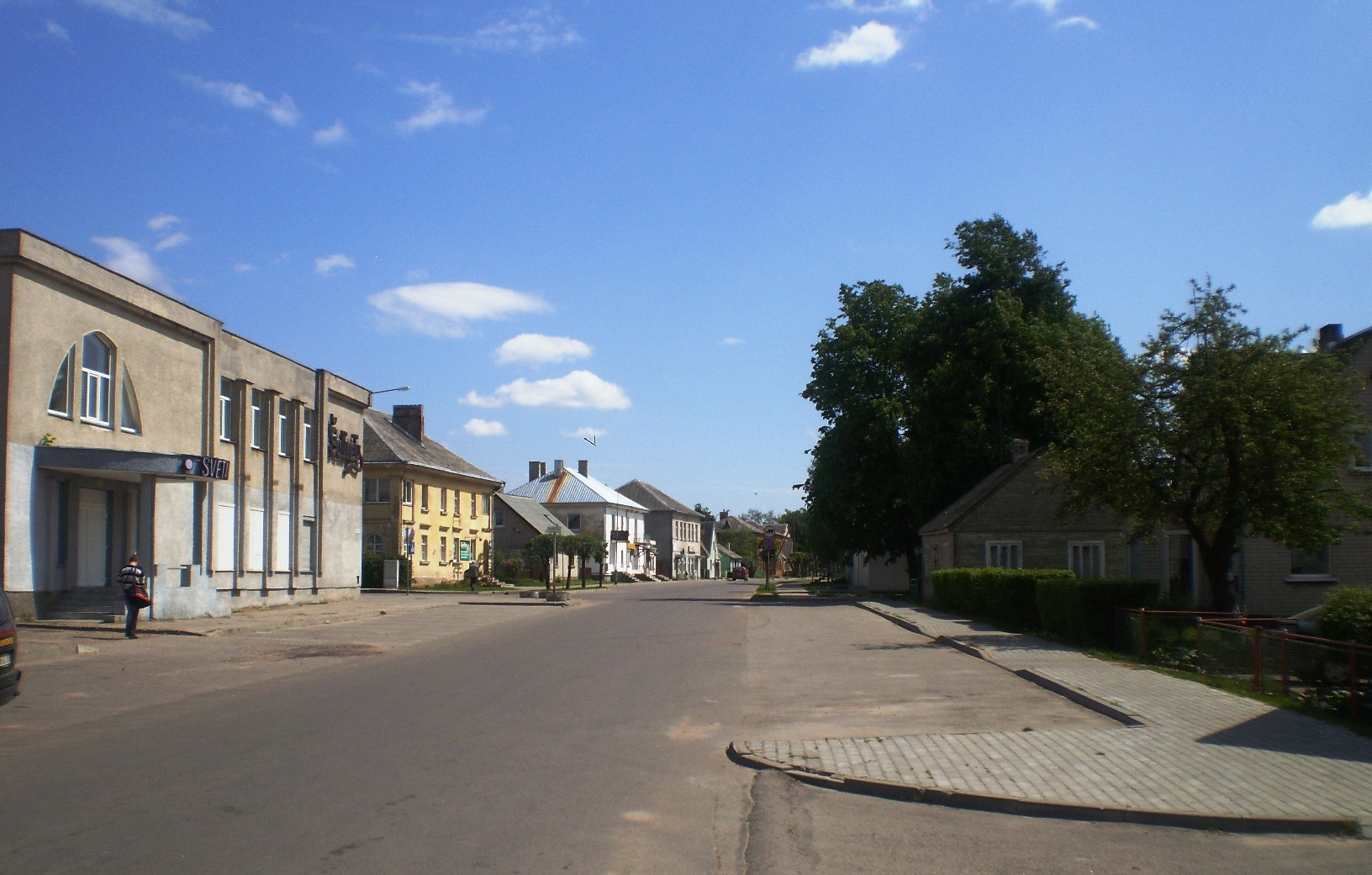
Ariogala

Ariogala is een stad in Litouwen, gelegen aan de rivier Dubysa, op 46 kilometer afstand van Kėdainiai.
Ariogala is de tweede grootste stad van de gemeente Raseiniai in het district Kaunas. De bevolking bedroeg 2.400 in 1968, 3417 in 2008 en 2980 in 2013.
De stad kreeg haar huidige naam in 1925. Daarvoor heette het Ejrogala, Ejragoly, Jeragola.